# Hyperthermie (aandoening)
Hyperthermie, ook wel oververhitting, hittestress of hitteletsel, is een toestand van het lichaam waarbij er een ongecontroleerde stijging van de temperatuur plaatsvindt door een verstoring van de balans tussen warmteproductie en warmteverlies. De lichaamstemperatuur zal stijgen zonder een verhoogde instelling van de inwendige thermostaat. Dit onderscheidt hyperthermie van koorts.

## Classificatie
Primaire hyperthermie is het gevolg van langdurige blootstelling aan te hoge temperaturen. Om te bepalen wat langdurig blootstelling aan te hoge temperaturen betekent, gebruikt men de warmte-index. Deze index combineert de temperatuur en relatieve luchtvochtigheid in het bepalen van de zogenaamde gevoelstemperatuur. De inwendige thermostaat probeert de lichaamstemperatuur rond een bepaalde waarde te houden (ongeveer 37°C ) door de warmte die het lichaam produceert af te geven. Deze warmte afgifte vindt onder andere plaats door middel van zweten. De warmte die nodig is om het zweet te laten verdampen wordt onttrokken uit het lichaam waardoor het afkoelt. Echter, als het vocht in de lucht toeneemt, wordt de verdamping minder en dus ook het verkoelende effect. Met behulp van de warmte index kan bepaald worden of er sprake is van een problematische temperatuur en luchtvochtigheidscombinatie . 
Van hyperthermie van secundaire aard is sprake als de oververhitting het gevolg is van infectieuze, fysische of andere factoren. 

## Symptomen
De symptomen bij hyperthermie hangt af van het stadium waarin iemand zit.

### Hitte kramp
Het eerste stadium van hyperthermie is hitte-kramp die vaak ontstaat na inspanning. Meestal heeft iemand te weinig gegeten en gedronken waardoor de elektrolytenbalans is verstoord.
Symptomen zijn mild:
- Vermoeidheid
- Zwaar gevoel in de ledematen
- Voorbijgaande spierkramp
- Dorst
- Zweten
- Lichaamstemperatuur is licht (<38°C) tot niet verhoogd.

### Warmtestuwing / hitte-uitputting
Dit stadium van hyperthermie ontstaat bij inspanning in een warme omgeving. Eigenlijk is er dan te weinig vocht in het lichaam, waardoor er dehydratie ontstaat. 
Symptomen lijken op griepachtige verschijnselen:
- Vermoeidheid en loom gevoel
- Tintelende ledematen
- Duizeligheid
- Hoofdpijn
- Misselijkheid
- Wazig zien
- Vlekken voor de ogen
- Spierkrampen
- Rode, warme en gloeiende huid of is juist bleek en klam door hevig transpireren.
- Versnelde hartslag
- Lage bloeddruk
- Lichaamstemperatuur is verhoogd (niet hoger dan 40°C)

### Hitteberoerte
Hitteberoerte  is een levensbedreigende situatie, waarbij onherstelbare schade aan de organen op kan treden als er niet snel gekoeld wordt. Hierdoor kan het slachtoffer overlijden. Vooral kinderen en ouderen lopen het risico op een hitteberoerte (met name tijdens een hittegolf). 
Symptomen 
- Verwardheid
- Bizar gedrag
- Agressie
- Sufheid
- Een rode huid, maar niet zweten of (meestal na inspanning) bleek en klam
- Bewusteloosheid (herstelt zich niet)
- Epileptische aanval (insult)
- Kortademigheid en snelle ademhaling
- Hartritmestoornissen
- Mogelijke ademhalingsstilstand
- Mogelijke circulatiestilstand
- Evenwichtsstoornissen
- Lichaamstemperatuur hoger dan 40°C, maar men kan het tegelijkertijd koud hebben

## Oorzaken van hyperthermie
Er zijn verschillende oorzaken voor hyperthermie te onderscheiden. Zo kan het lichaam zelf te veel warmte produceren, bijvoorbeeld door langdurige inspanning. Hyperthermie kan ook ontstaan omdat het mechanisme dat de lichaamstemperatuur op peil moet houden niet goed functioneert. Het mechanisme om de lichaamstemperatuur op peil te houden kan verstoord raken als iemand meer vocht verliest (middels zweten) dan er wordt gedronken. Hyperthermie kan ook veroorzaakt worden door bijwerkingen van medicatie. Als laatste kan het ook ontstaan als de warmteafgifte niet voldoende is, bijvoorbeeld als middels zweten de warmte niet snel genoeg wordt afgevoerd. 
- Zonnesteek, heliosis door een te lang verblijf in volle zon
- Als kind achtergelaten worden in een afgesloten auto in de zon
- Inspanning in een zeer vochtige warme omgeving, bv. de tropen: transpiratie kan het lichaam onvoldoende afkoelen
- Een zeldzame oorzaak die alleen tijdens anesthesie kan ontstaan, is maligne hyperthermie
- Delirium tremens, ontwenningsverschijnsel bij alcoholverslaving
- Drugsgebruik: cocaïne, amfetamines, MDMA e.d.
- Status epilepticus, gegeneraliseerde epilepsieaanvallen
- Tetanus
- Serotoninesyndroom
- Niet-ioniserende straling
- Infecties
- Vergif, 2,4-dinitrofenol (DNP)

## Behandeling
Hypertermie kan al snel levensbedreigend worden indien er niet adequaat ingegrepen wordt. De behandeling van hypertermie is tweeledig: enerzijds moet men de warmte productie beperken (dus geen inspanningen verrichten), anderzijds moet men het afvoeren van de warmte bevorderen. 
Te nemen maatregelen kunnen bestaan uit:
- Drink voldoende water
- Beperkt lichamelijk inspanningen bij warm weer
- Zoek een koele omgeving
- Het stoppen van de uitlokkende factor, bijvoorbeeld bij een zonnesteek wordt het slachtoffer naar een koele plaats met schaduw gebracht
- Fysieke afkoeling met water en/of ijs
- Specifieke therapie zoals medicatie.

## Dieren
Ook dieren kunnen last krijgen van hyperthermie. Het risico neemt toe op het moment dat het buiten warmer is dan 20°C en de luchtvochtigheid hoog is. De mate waarin een bepaalde temperatuur en luchtvochtigheid stress verschilt per diersoort.

### Melkkoeien
De optimale omgevingstemperatuur voor melkvee ligt tussen de -5°C en 18°C, bij hogere temperaturen krijgt een koe al snel last van de warmte. Hoe hoger de melkproductie van een koe, des te meer warmte de koe zelf produceert en dus last krijgt van hittestress. Omdat koeien maar beperkt kunnen zweten raken ze op warme dagen hun eigen geproduceerde warmte minder goed kwijt. 

#### Symptomen
Een koe met hitte stress gaat sneller ademen, het lijkt dan wel of het dier hijgt, en er is sprake van een openbek-ademhaling en/of pompende ademhaling. Verder zal er schuim of kwijl in de bek ontstaan. In latere stadia van hittestress gaan de dieren lusteloosheid en een verminderede eetlust vertonen.

#### Hittestress bepalen
Hittestress bij melkvee kan berekend worden aan de hand van de volgende formule:

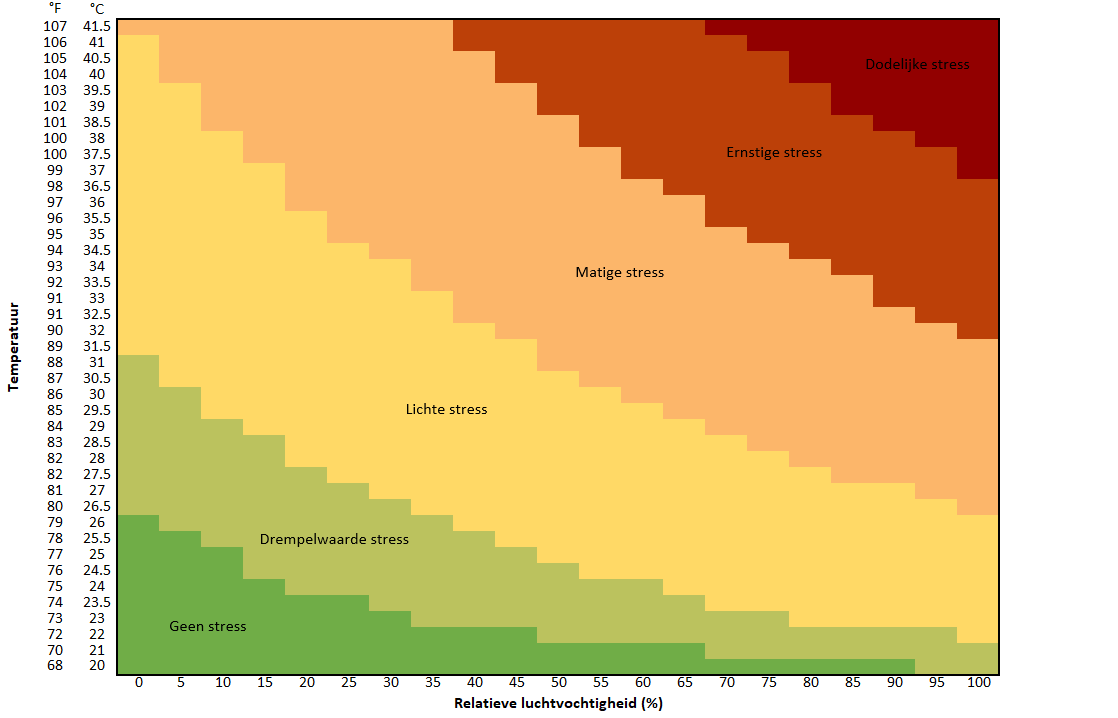
Mate van hittestress bij koeien afhankelijk van temperatuur en relatieve luchtvochtigheid

{\displaystyle Temperatuur-Luchtvochtigheid-Index(THI)=0,8*Temperatuur+((Relatieveluchtvochtigheid/100)*(Temperatuur-14,4))+46,4}
| THI     | Classifi                 |
| ------- | ------------------------ |
| <68     | Geen hittestress         |
| 68 - 75 | Milde/lichte hittestress |
| 76 - 85 | Matige hittestress       |
| 86 - 95 | Ernstige hittestress     |
| > 96    | Dodelijke hittestress    |

#### Voorkomen en behandelen van hittestress
Water is een effectieve methode om de warmte bij koeien te verminderen. Het aanbieden van voldoende drinkwater is belangrijk, door het hijgen verliest de koe namelijk veel vocht en kan er uitdroging ontstaan. Soms wordt er een sprinklersysteem geïnstalleerd bij het voerhek, in wachtruimtes en/of bij de uitloop van de melkrobot. Het verdampen van het vocht vanaf de huid zorgt namelijk voor warmteverlies. 
Verder is het belangrijk dat de koeien niet in de felle zon staan maar juist voldoende beschutting (schaduw) wordt geboden. Daarnaast is het belangrijk te weiden rondom de warmste uren van de dag. Vaak wordt er dan ook 's nachts geweid. 